# ジェニファー・バトゥン
ジェニファー・バッテン（Jennifer Batten、1957年11月29日 - ）は、ハードロックの分野で活躍するアメリカ合衆国のギタリスト。ニューヨーク・ブルックリン出身。得意な奏法はタッピングであり、中でも両手を用いるツーハンド・タッピングの名手。クラシックの難曲「熊蜂の飛行 (Flight of the Bumble Bee)」をタッピングで完全に再現したことが名声を得るきっかけであった。リズムギターにおいてもタッピングを用いることがある。
マイケル・ジャクソンのツアー参加や、ジェフ・ベックのバックでMIDIギターを担当したことでも有名である。ジェフ・ベックのアルバム『フー・エルス!』でもタッピングを披露している。
ファースト・アルバム発表後、イミグランツなるバンド名義で活動するがレーベルがインディーズであったことやその音楽性がブルースであったため脱退。その後、セカンド・アルバムを発表する。

## 機材
エフェクトは主にデジテック製。ギターはワッシュバーンのジェニファー・バッテン・モデル、JB100。ボディは超軽量のスワンプアッシュ。指板がローズ。ブリッジがオリジナルフロイドローズ。これのピックアップ・レイアウトはリアにダンカンJBジュニア、センター、フロントはダックバッカー。タッピングの開放弦のミュート用にストリングダンパーを使用している。このストリング・ダンパーは商品化されている。エフェクターはデジテックのGNX3000を使用、マーシャルのスピーカーとアンプEL34 100/100。

## スタジオ機材
ジェフ・ベックとのツアー後、自宅にプロ・ツールスを導入。スピーカー・キャビネットをボックスにいれてマイキングするなど、自宅でのラウドな音出しも可能な設備である。

## ディスコグラフィ

### ソロ・アルバム
- 『アバヴ・ビロウ・アンド・ビヨンド』 - Above Below and Beyond (1992年)
- 『モメンタム』 - Jennifer Batten's Tribal Rage: Momentum (1997年) ※ジェニファー・バッテン・トライバル・レイジ名義
- 『ホワットエヴァー』 - Whatever (2007年)

### 参加アルバム等
- サラ・ヒックマン : 『ショートストップ』 - Shortstop (1990年、Elektra)
- The Rainbow Girls : Girl's Life (1990年、Red Distribution)
- ミゲル・マテオス : Obsesion (1990年、Sony BMG)
- シンディ・クルーズ : Small Town Girl (1991年、Frontline Records)
- マイケル・センベロ : 「ヘヴィー・ウェザー」 - "Heavy Weather" (1992年、Polydor) ※シングル
- Various Artists : 『ギター・レコーディングス』 - Guitar's Practicing Musicians (1993年、Guitar Recordings)
- カール・アンダーソン : 『ヘヴィー・ウェザー - サンライト・アゲイン』 - Heavy Weather Sunlight Again (1994年、GRP Records)
- Thom Teresi : Earthtones (1995年、Rhombus)
- イミグランツ : One Planet Under One Groove (1995年、USG Records)
- カーマイン・アピス : 『ギター・ゼウス』 - Guitar Zeus (1995年、No Bull Records)
- Doc Tahri : Einstein was a Bullfighter (1997年、Sumething Else)

[デイブ.ロジャース] MUSIC  FOR THE PEOPLE　ミュージック フォー ザ ピープル( 1995年 avex)
- デイブ・ロジャース 『テイク・ミー・ハイヤー』TAKE ME HIGHER (1997年、avex)
- ジェフ・ベック : 『フー・エルス!』 - Who Else! (1999年、Epic)
- ジェフ・ベック : 『ユー・ハッド・イット・カミング』 - You Had It Coming (2001年、Epic)
- マイケル・センベロ : 『The Lost Years』 - The Lost Years (2003年、Frontiers Records)
- Various Artists : An All Star Tribute to Cher (2005年、Cleopatra)
- Various Artists : Secondhand Smoke - A Tribute to Frank Marino (2005年、Wildmess Records)
- デイヴ・マートン : Clean (2008年、Magna Carta)
- ブルドーザー : 『アンエクスペクテッド・フェイト』 - Unexpected Fate (2009年、Scarlet)
- ディノ・フィオレンツァ : It's Important (2010年、Fog Foundation)
- Glenn Eric Meganck : Glenn Eric (2011年、Beachfront)
- Various Artists : Embrace the Sun - Japan Benefit Album (2011年、Lion Music)
- マイケル・ジャクソン : 『ライヴ・アット・ウェンブリー』 - Live at Wembley July 16, 1988 (2012年、Epic) ※DVD
- Scherer / Batten : Battle Zone (2017年、Melodic Rock Records)
- Svenson : Rainbow Rocket Ride (2018年、Route Note)
- Black Sand : Brand New Start (2019年、Black Sand Records)